# Західна справедливість (фільм, 1934)
«Західна справедливість» (англ. Western Justice) — вестерн 1934 року режисера Роберта Н. Бредбері з Бобом Стілом у головній ролі. Стіл самостійно виконував пісні у фільмі. Зйомки пройшли біля озера Буена Віста.

## У ролях
- Боб Стіл — Джим «Ейс»
- Рене Борден — Бі Брент
- Джуліан Ріверо — Панчо Лопеса «Джек»
- Артур Лофт — Клем В. Слейд
- Лейф Маккі — Шеріф Кінг
- Джон Коуелл — Джон Брент
- Перрі Мердок — Раф
- Вейн Калверт — тітка Емма

## Зовнішні посилання
- Western Justice на сайті IMDb (англ.)